# Campeonato de los Cuatro Continentes de Patinaje Artístico sobre Hielo de 2018
El XX Campeonato de los Cuatro Continentes de Patinaje Artístico sobre Hielo se celebró en Taipéi (Taiwán) entre el 24 y el 27 de enero de 2018 bajo la organización de la Unión Internacional de Patinaje sobre Hielo (ISU) y la Asociación de Patinaje sobre Hielo de China Taipéi.
Las competiciones se realizaron en la Arena de Taipéi.

## Resultados

### Masculino
| Puesto | Nombre      | País           | Puntos |
| ------ | ----------- | -------------- | ------ |
| Oro    | Jin Boyang  | China          | 300,95 |
| Plata  | Shoma Uno   | Japón          | 297,94 |
| Bronce | Jason Brown | Estados Unidos | 269,22 |

### Femenino
| Puesto | Nombre          | País  | Puntos |
| ------ | --------------- | ----- | ------ |
| Oro    | Kaori Sakamoto  | Japón | 214,21 |
| Plata  | Mai Mihara      | Japón | 210,57 |
| Bronce | Satoko Miyahara | Japón | 207,02 |

### Parejas
| Puesto | Nombre                      | País            | Puntos |
| ------ | --------------------------- | --------------- | ------ |
| Oro    | Tarah Kayne / Daniel O'Shea | Estados Unidos  | 194,42 |
| Plata  | Ashley Cain / Timothy LeDuc | Estados Unidos  | 190,61 |
| Bronce | Ryom Tae-Ok / Kim Ju-Sik    | Corea del Norte | 184,98 |

### Danza en hielo
| Puesto | Nombre                           | País           | Puntos |
| ------ | -------------------------------- | -------------- | ------ |
| Oro    | Kaitlin Hawayek / Jean-Luc Baker | Estados Unidos | 174,29 |
| Plata  | Carolane Soucisse / Shane Firus  | Canadá         | 164,96 |
| Bronce | Kana Muramoto / Chris Reed       | Japón          | 163,86 |

## Medallero
| Núm. | País            | Oro | Plata | Bronce | Total |
| ---- | --------------- | --- | ----- | ------ | ----- |
| 1    | Estados Unidos  | 2   | 1     | 1      | 4     |
| 2    | Japón           | 1   | 2     | 1      | 4     |
| 3    | China           | 1   | 0     | 0      | 1     |
| 4    | Canadá          | 0   | 1     | 0      | 1     |
| 5    | Corea del Norte | 0   | 0     | 1      | 1     |
|      | TOTAL           | 4   | 4     | 4      | 12    |